# Concept Family Franchise
CONCEPT FAMILY Franchise AG (ehemals Enchilada Franchise AG bzw. Enchilada Unternehmensgruppe) ist ein deutsches Unternehmen der Systemgastronomie mit Sitz in Gräfelfing (Bayern). Die Gruppe betreibt verschiedene Franchise- und Gastronomiekonzepte in Deutschland.
Das Unternehmen führt gastronomische Betriebe in Deutschland, Österreich, der Schweiz, Luxemburg und den Vereinigten Arabischen Emiraten. Die Restaurants werden teils in Eigenregie, teils als Franchise-Konzepte oder als Partnerschaftsmodelle (Joint Ventures) betrieben.
Im Januar 2024 wurde die Unternehmensgruppe von Enchilada Gruppe zu CONCEPT FAMILY umbenannt, um die Konzepte unter einer einheitlichen Marke zu bündeln.

## Konzept
Die Gruppe führt Restaurants in den Segmenten Freizeitgastronomie und Verkehrsgastronomie. Im Bereich Freizeitgastronomie betreibt die Gruppe die Konzepte
- Enchilada (mexikanische Gastronomie)
- Besitos (spanische Tapas-Bar und Restaurant)
- Aposto (mediterrane Tages- und Abendgastronomie)
- Lehner’s Wirtshaus (bayerische Wirtshausgastronomie)
- Burgerheart (prime Burger-Konzept)
- Wilma Wunder (Ganztages-Gastronomie).[5]
- Wirtshaus Freunde

Im Bereich Verkehrsgastronomie führt das Unternehmen u. a. die Konzepte
- Pommes Freunde
- Rosita’s Chili[6]
- Pepe Pizza
- Gimme Gelato

Darüber hinaus gehörte bis 2021 die Fast-Casual-Kette Dean & David zur Enchilada Unternehmensgruppe. Außerdem ist Enchilada Betreiber einiger Einzelprojekte in München, Nürnberg, Augsburg, Saarbrücken, Würzburg, Stuttgart, Münster und Ludwigsburg. Das Konzept The Big Easy (Abendgastronomie im Südstaaten-Ambiente) existiert seit 2023 nicht mehr, das Restaurant in Mainz wurde als Burgerheart wiedereröffnet.
Unter der Marke Heesh plant die CONCEPT FAMILY AG, ihr Wissen im Bereich der Systemgastronomie mit der Expertise der Cannabis-Unternehmensgruppe SynBiotic SE zu kombinieren. Ziel ist es, eine Grundlage für den Vertrieb von legalen Cannabisprodukten zu schaffen. Im Hinblick auf die geplante vollständige Legalisierung von Cannabis in Deutschland wird angestrebt, ein Franchise-Konzept für den Vertrieb dieser Produkte zu etablieren, einschließlich geplanter Ausgabestellen.

## Geschichte
Das erste Enchilada-Lokal wurde 1990 von Hermann Weiffenbach in München gegründet, 1996 erfolgte die Gründung der Enchilada Franchise GmbH. Im Jahr 1996 stieß mit Matthias Machauer ein weiterer Gesellschafter hinzu. Im Jahr 2001 betrieb die Gruppe 20 Restaurants. 2008 führte die Enchilada Gruppe 47 gastronomische Betriebe, davon 25 Enchilada-Lokale. Im April 2014 eröffnete das 100. Restaurant der Gruppe in Stuttgart, Mitte 2014 führte die Gruppe 106 Restaurants. Im Jahr 2016 wuchs die Gruppe erneut stark und unterhält nun mehr als 160 Betriebe; für 2017 sind rund 40 Neueröffnungen geplant. 2007 eröffnete die Enchilada Gruppe mit David Baumgartner das erste Restaurant der Fast-Casual-Kette Dean&David, die sich auf frische Salate spezialisiert hat.

## Dean&David
Dean&David gehörte bis 2021 zum erweiterten Portfolio der Enchilada Unternehmensgruppe. Die Fast-Casual-Restaurant-Kette Dean&David eröffnete 2007. Mitte 2021 existierten 150 Filialen in Luxemburg, Deutschland, Österreich, Schweiz und Katar, und es wurde ein zweistelliger Millionenumsatz erzielt.
2007 begann der heutige Geschäftsführer David Baumgartner mit einer Salatbar in der Schellingstraße in München.
Im Mai 2021 übernahm Henry McGovern, Gründer des Multikonzept-Gastronomen AmRest, 49 Prozent der Anteile an Dean & David. Die Anteile wurden von Hermann Weiffenbach, dem Gründer der Enchilada Gruppe, veräußert, der sich seitdem auf die Enchilada Gruppe konzentriert.